# Caso O. J. Simpson

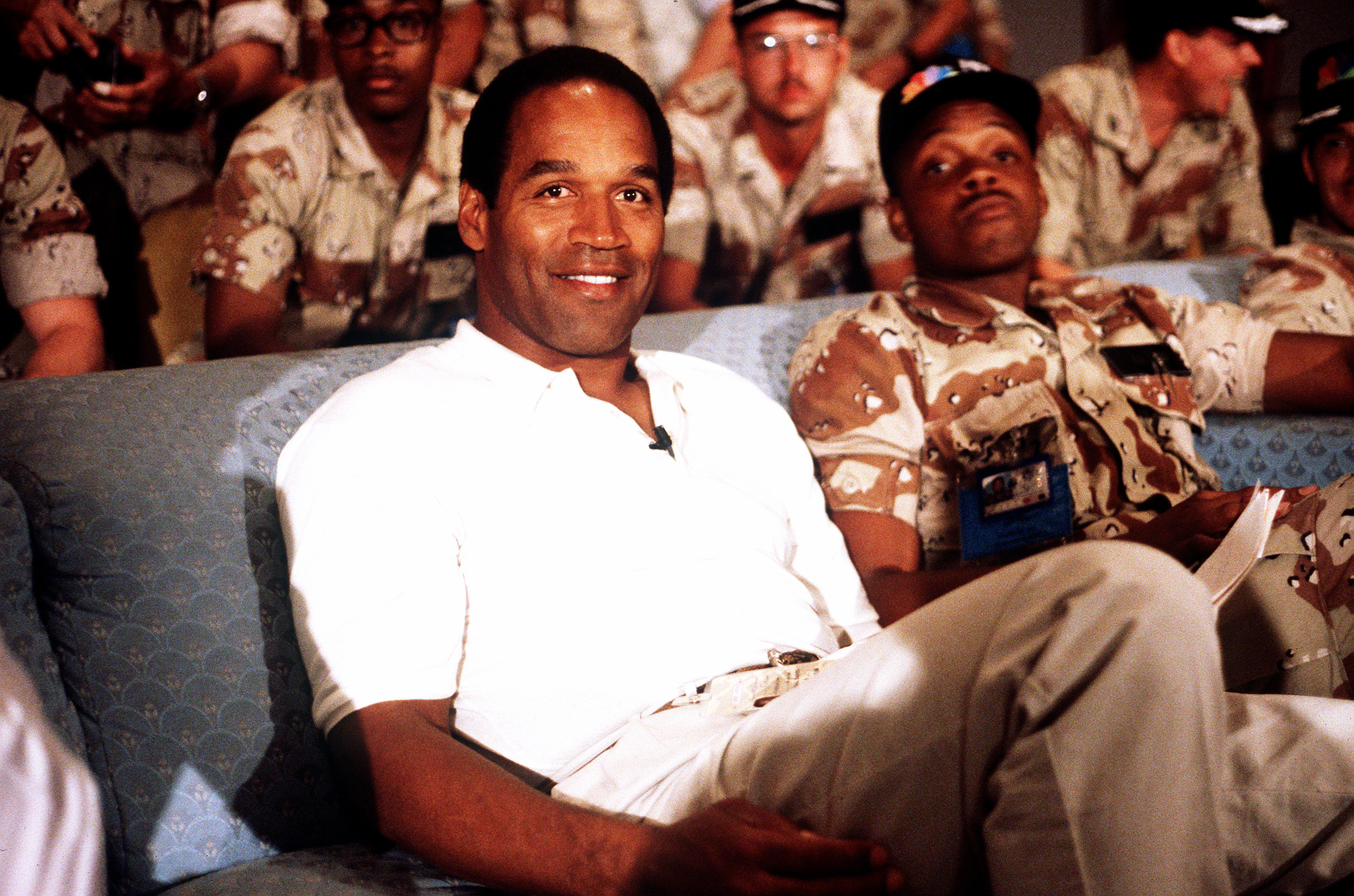
O. J. Simpson em 1990

O Caso O.J. Simpson (oficialmente o Povo do Estado da Califórnia v. Orenthal James Simpson) foi o nome pelo qual ficou conhecido nos anais da imprensa e do sistema jurídico dos Estados Unidos, o julgamento do ex-atleta e ator O.J. Simpson, acusado de assassinar sua ex-mulher, Nicole Brown Simpson, e o garçom Ron Goldman, em junho de 1994. O evento é descrito como o caso criminal de maior publicidade na história norte-americana.
O julgamento foi conduzido pela Corte Superior da Califórnia, em Los Angeles, começando no dia 9 de novembro de 1994 e terminando em 3 de outubro de 1995 com a absolvição de O.J. Simpson.
As declarações de abertura foram feitas em 24 de janeiro de 1995. Embora os promotores argumentassem que Simpson estava implicado por uma quantidade significativa de evidências forenses, Simpson foi finalmente absolvido de ambas as acusações de assassinato em 3 de outubro do mesmo ano. O julgamento ocorreu logo após os Distúrbios de Los Angeles em 1992. Os comentaristas concordam que a defesa capitalizou a raiva da comunidade afro-americana da cidade em relação à LAPD, que tinha um histórico de preconceito racial, para convencer o júri majoritariamente negro a absolver Simpson. O julgamento é frequentemente caracterizado como o julgamento do século por causa de sua publicidade internacional, e tem sido descrito como o julgamento criminal "mais divulgado" da história da humanidade.
Após interrogatório por detetives da polícia, Simpson foi formalmente acusado pelos assassinatos em 17 de junho, depois que os investigadores encontraram uma luva manchada de sangue em sua propriedade. Depois de não se entregar na hora combinada, ele se tornou alvo de uma perseguição em baixa velocidade em um Ford Bronco SUV branco de 1993 de propriedade e dirigido por seu amigo Al Cowlings. As estações de TV interromperam a cobertura das finais da NBA de 1994 para transmitir a cobertura ao vivo da perseguição, que foi assistida por cerca de 95 milhões de pessoas. A perseguição e a prisão de Simpson mais tarde no mesmo dia estavam entre os eventos mais amplamente divulgados na história americana.
Simpson foi representado por uma equipe de defesa de alto perfil, referida como o "Dream Team", que foi inicialmente liderado por Robert Shapiro e posteriormente dirigido por Johnnie Cochran. A equipe também incluiu F. Lee Bailey, Alan Dershowitz, Robert Kardashian, Shawn Holley, Carl E. Douglas e Gerald Uelmen. Barry Scheck e Peter Neufeld foram outros dois advogados especializados em provas de DNA. Enquanto os vice-promotores distritais Marcia Clark, William Hodgman e Christopher Darden acreditavam que tinham um caso forte contra Simpson, Cochran e a equipe de defesa convenceram o júri de que havia dúvidas razoáveis sobre as evidências de DNA neste caso. Eles alegaram que a amostra de sangue havia sido manipulada indevidamente por cientistas e técnicos de laboratório e que o caso contra Simpson havia sido contaminado por má conduta do LAPD relacionada a racismo e incompetência, em particular observando ações e comentários do detetive Mark Fuhrman.
O julgamento foi considerado historicamente significativo para a ampla divisão em reação ao veredicto pelo público.  As opiniões dos observadores sobre o veredicto estavam relacionadas à sua etnia, e a mídia apelidou isso de "lacuna racial". Uma pesquisa com residentes do condado de Los Angeles mostrou que a maioria dos afro-americanos achava que o veredicto de "não culpado" era justificado, enquanto a maioria dos brancos pensava que era uma anulação do júri motivada pelo júri majoritariamente afro-americano. Pesquisas mais recentes mostram que essa "lacuna" diminuiu desde o julgamento. Em 2013, mais da metade dos entrevistados negros entrevistados disseram acreditar que Simpson era culpado. Em 2017, em um episódio de The Jury Speaks, três dos jurados que absolveram Simpson afirmaram que, em retrospectiva, ainda votariam pela absolvição, enquanto um disse que votaria pela condenação.

Após o julgamento, o pai de Goldman entrou com uma ação civil contra Simpson. Em 4 de fevereiro de 1997, o júri por unanimidade considerou Simpson responsável pelas mortes de Goldman e Brown. A família Goldman recebeu indenizações compensatórias e punitivas no total de US$ 33,5 milhões (R$ 61,1 milhões em 2022), mas recebeu apenas uma pequena parcela desse valor. Em 2000, Simpson trocou a Califórnia pela Flórida, um dos poucos estados onde bens pessoais, como casas e pensões, não podem ser confiscados para cobrir passivos incorridos em outros estados.